# Honschaft Berg (Amt Steinbach)
Die Honschaft Berg war vom Mittelalter in das 19. Jahrhundert hinein eine von drei  Honschaften des Kirchspiels Olpe im Landgericht Kürten des Amtes Steinbach im Herzogtum Berg.
Aus der  Charte des Herzogthums Berg 1789 von Carl Friedrich von Wiebeking geht hervor, dass das Gebiet ungefähr der ehemaligen Gemarkung Berg und dem nördlichen Teil der heutigen Gemarkungen Kürten und Olpe entsprach, wobei ein Teil dieses Gebietes um Laudenberg eine Exklave der Oberhonschaft bildete.
Zur Honschaft gehörten seinerzeit die Wohnplätze Bilstein, Broch, Burgheim, Dörnchen, Gerhardsberg, Häcksbilstein, Johannesberg, Junkermühle, Kahlenberg, Körschsiefen, Kuddenberg, Meiersberg, Nassenstein, Rothe Furth, Schmitte und Siefen.
Unter der französischen Verwaltung zwischen 1806 und 1813 wurde das Amt Steinbach aufgelöst und die Honschaft wurde politisch der Mairie Olpe im Kanton Wipperfürth im Arrondissement Elberfeld zugeordnet. 1816 wandelten die Preußen die Mairie zur Bürgermeisterei Olpe im Kreis Wipperfürth. Das Gebiet der Honschaft gehörte zu dieser Zeit zur Gemeinde Olpe.
1927 wurde die Bürgermeisterei Olpe in das Amt Olpe überführt. Während der Weimarer Republik wurden 1929 die Ämter Kürten (bestehend aus den Gemeinden Kürten und Bechen) und Olpe (bestehend aus den Gemeinden Olpe und Wipperfeld) zum Amt Kürten zusammengelegt. Der Kreis Wipperfürth ging am 1. Oktober 1932 in den Rheinisch-Bergischen Kreis mit Sitz in Bergisch Gladbach auf.
1975 entstand aufgrund des Köln-Gesetzes die heutige Gemeinde Kürten, zu der neben den Ämtern Kürten, Bechen und Olpe ein Teilgebiet der Stadt Bensberg mit Dürscheid und den umliegenden Gebieten kam.